# Canthidium breve
Canthidium breve är en skalbaggsart som beskrevs av Ernst Friedrich Germar 1824. Canthidium breve ingår i släktet Canthidium och familjen bladhorningar. Inga underarter finns listade.